# Cementiri parroquial de Camprodon
El Cementiri parroquial de Camprodon és una obra amb elements historicistes, modernistes i noucentistes de Camprodon (Ripollès) inclosa a l'Inventari del Patrimoni Arquitectònic de Catalunya.

## Descripció
Inclou una llinda a l'entrada de Joaquim Claret (vers 1915-1917); una làpida del panteó Pujol (Can Bundaci) del mateix autor i de 1916 (contemporani dels relleus de Can Titus); una creu de la tomba de Can Jombi, possiblement de la mateixa època o posterior, amb la pedreria de l'autor usada a la façana principal de casa seva i que s'ha transmès curiosament a la vila com a tècnica constructiva-ornamental fins a l'actualitat.
Fins al 1859 el cementiri ocupà l'actual plaça de Santa Maria. Del 1856 fins al 1933 el cementiri ocupà la part nord del monestir de Sant Pere.